# Porvoo
Porvoo (svédül: Borgå) Finnország második legrégibb városa.

## Porvoo, a fából épült város
Porvoo Helsinkitől 50 km-re északkeletre található, Finnország második legrégibb városa (az első Turku). A hagyomány szerint 1346-ban kapott városi rangot, valószínűbb azonban, hogy erre 1380 körül került sor. Porvoo és Helsinki viszonya sokban hasonlít a Budapest és Szentendre közötti kapcsolatra.
A város nevének kialakulása rendhagyó. Kezdetben egy erőd volt itt, a lábánál kanyargó folyót pedig két szó, a borg (vár) és az å (folyó) összetételével Borgå-nak hívták. A finn nyelvben ez később Porvoo formában rögzült, és a középkorban gyorsan fejlődő várost is így kezdték nevezni. Ma a névadó erőd nyomai gyakorlatilag láthatatlanok.
A városnak 48 827 lakosa van, 51%-a nő, 49%-a férfi. Kétnyelvűsége a mindennapi életben is megjelenik. Az itteniek finnül és svédül beszélnek, néha egy mondaton belül. Körülbelül 65% a finnül beszélő, és 32% a svéd anyanyelvű. A lakosság 3%-a más nyelven beszél. Az itt lakók több mint fele a kereskedelemben és szolgáltatásban dolgozik, míg egyharmad az iparban.

## A város története
A történelemkönyvek egybehangzó tanúsága szerint Porvoo 1760-ban bekövetkezett „bukását” és „feltámadását” egy finn módon főzött halászlének köszönhette. Egy kis konyhai figyelmetlenség miatt ugyanis 1760. június 11-én a város 293 házából 202 a tűz martaléka lett. 5 év alatt építették újjá a várost Gotthard Flensborg vezetésével – az eredetihez teljesen hasonlóan.
Jellegzetes, piros faházai a Porvoo folyó partján állnak. Ezeket valaha raktárként használták (parlamenti gabonacsűrök voltak), s manapság kényelmes lakásokat alakítanak ki bennük.

## A város jellegzetességei
A Porvoóban található először fából, majd később kőből épült középkori templom a székesegyház (Tuomiokirkko). A hangulatos, régi környezetben álló templomot már 1414-ből említik az írások, de igazi jelentőségre akkor tett szert, amikor 1724-ben a püspökség Viipuriból Porvoóba költözött. Az 1920-as évek óta a svéd nyelvű egyházmegyének is Porvoo a központja (így pl. Ahvenanmaa is hozzátartozik).
1809-ben tartották Porvoóban az első finn országgyűlést a függetlenség elnyerése után, itt, a püspöki templomban esküdött meg I. Sándor orosz cár a finn alkotmány tiszteletben tartására. Itt tartotta esküvőjét a Formula–1-es világbajnok autóversenyző Mika Häkkinen is.
A templomban látható I. Sándor mellszobra, Walter Runeberg alkotása (1909).
A székesegyház mellett harangtorony és egy 1740-ből származó fatemplom áll. A templom kapujából a Lukitalót (Líceumot) lehet látni.
Finnországban a kereszténység felvétele után a katolikus egyház kolostori és városi iskolákat alapított Porvoóban, Viipuriban és Raumában is. Itt a legfontosabb az olvasás, számolás és az írás elsajátítása volt, és csak a papi rétegek képzésével foglalkoztak, ez még nem terjedt ki az egyszerű nép körére.
A Líceumban tanult Adolf Ivar Arwidsson (1791–1858), a turkui Auróra-kör, a fennomán mozgalom egyik vezéralakja, valamint Sjögrén Antti Juhana, a későbbi pétervári akadémikus (1794–1855), akinek része volt benne, hogy Castrén és Reguly Antal eljutott Szibériában élő nyelvrokonaink, a manysik és a hantik (vogulok és osztjákok) földjére.

## A város nevezetes személyiségei
Porvoót a svéd ajkú finnek szellemi központjának tekintik. A Költő-házban (Runoilijakoti) svéd nyelvű költők, Hjalmar Procopé (1868–1927), Bertel Gripenberg (1878–1947), Jarl Hemmer (1893–1944) s mások laktak; ma a svéd nyelvű költők alkotóháza.
Johan Ludvig Runeberg (1804–1877) az Aleksanterinkatu 3. száma alatti házban lakott – a Runeberginkatu sarkán – 1837-től (más források szerint 1852-től) 1877-ben bekövetkezett haláláig. Egykori otthonában minden változatlan. 1880-ban a város javaslatára az állam megvette a házat és múzeummá nyilvánította. A régmúlt idők emlékét őrző épület – miként maga a város is – gyakran volt különféle filmek valódi díszlete.
A városi parkban áll Porvoo egyik nevezetes személyiségének, Johannes Linnankoski írónak a mellszobra (Kalervo Kallio alkotása 1946-ból). A parkban van Fredrika Runebergnek, Runeberg feleségének Gunnar Elfgren által készített mellszobra is; valamint Albert Edelfelté, akit Ville Vallgren mintázott meg (1934).
A városháza terén található Vanha Raatihuone 1764-ben épült, tornyát hét évvel később húzták föl. 1897-től a város Történeti Múzeuma (Historiallinen Museo). A tér sarkán áll a Holm-ház (1762), amelynek lakója a híres-neves Kalevala-énekes, Larin Paraske volt. Kedvéért gyakran megfordult a városban Jean Sibelius, Armas Järnefelt, Albert Edelfelt. A kétszintes ház alsó szintjén helyezték el a város szülötteinek: a neves szobrásznak, Ville Vallgrennek, és a neves festőnek, Albert Edelfeltnek szobor- és képgyűjteményét, amelyet a városnak ajándékoztak.

## A város gazdasága
A mai Porvoo halad a korral. A régi, elszigetelődött és biztonságérzetet keltő kisvárosi légkör ma már a múlté. A nagy ipari létesítmények a környéken és Porvoóban is elősegítik a kis- és középvállalkozások megalapítását. A népesség megkétszereződött, a szolgáltatások javultak. A középkori Hanza-városban a kereskedelem újra virágzik.
A város három fő ipari ágazata a grafikai, az elektrotechnikai, és a gázkitermelői iparágon nyugszik. Az ezekkel foglalkozó cégek mind hozzátartoznak a mai modern Porvoo arculatához.

## Taidetehdas
2012-ben nyílt meg a Taidetehdas („Művészetgyár”), amely egy új elgondolás: a művészet, a szórakoztatás és az üzleti élet találkozik itt. Különböző rendezvényeket szerveznek itt, és ihletet nyújtanak a művészeknek, akik a felsőbb emeleteken stúdiókat bérelhetnek.